# EDEM3
Protein giống alpha-mannosidase tăng cường suy biến ER 3 (tiếng Anh: ER degradation-enhancing alpha-mannosidase-like 3) là enzyme ở người được mã hóa bởi gen EDEM3.